# Nguyễn Thượng Hiền
Nguyễn Thượng Hiền (1868-1925) tên tự: Đỉnh Nam, Đỉnh Thần, tên hiệu: Mai Sơn còn được gọi là Ông nghè Liên Bạt, sinh năm 1868 tại làng Liên Bạt, huyện Sơn Lãng, tỉnh Hà Đông (nay là xã Liên Bạt, huyện Ứng Hòa, thành phố Hà Nội). Ông là con Hoàng giáp Nguyễn Thượng Phiên, và là con rể quan Phụ chính Đại thần Tôn Thất Thuyết.

## Cuộc đời
Từ nhỏ Nguyễn Thượng Hiền đã nổi tiếng rất thông minh. Năm 1884, khi 17 tuổi, ông đỗ cử nhân ở khoa thi Hương ở Thanh Hóa. Năm 1885, ông đỗ đầu kỳ thi Hội nhưng chưa kịp xướng danh thì kinh thành Huế thất thủ, ông phải về ở ẩn tại núi Nưa, Thanh Hóa. Đến năm 1892, ông ra thi Đình và đỗ Hoàng Giáp. Lúc đó 24 tuổi, Nguyễn Thượng Hiền được bổ làm Toản Tu ở Quốc Sử quán, thăng Đốc học ở Ninh Bình, rồi thuyên sang Nam Định nên ông còn được gọi là ông Đốc Nam.
Trong thời gian ở Huế, ông cảm nhận tư tưởng tiến bộ của Đại Thế Thiên Hạ Luận của nhân sĩ Nguyễn Lộ Trạch và đọc nhiều tân thư của Trung Quốc. Ông kết giao với nhiều sĩ phu yêu nước như Tăng Bạt Hổ, Phan Bội Châu, Phan Châu Trinh, Huỳnh Thúc Kháng.
Năm 1898, qua giao tiếp với Tăng Bạt Hổ, Nguyễn Thượng Hiền hỗ trợ phong trào Đông Du nhưng vì cha ông lúc đó mang bệnh nặng nên ông phải ở lại vận động cách mạng trong nước.
Năm 1907 vua Thành Thái bị người Pháp buộc thoái vị, ông vào phủ Toàn quyền đòi nhà nước Bảo hộ bãi lệnh nhưng không thành. Thối chí, ông giả làm thầy bốc thuốc ở hiệu "Nam Thọ", Hà Nội rồi tìm đường sang Trung Quốc hoạt động và cùng với Phan Bội Châu lập ra Việt Nam Quang phục Hội. Năm 1914 sau khi Phan Bội Châu bị bắt, ông là người lãnh đạo của hội.
Sau khi các hoạt động của Việt Nam Quang phục Hội thất bại, Nguyễn Thượng Hiền xuống tóc vào tu ở chùa Thường Tích Quang, Hàng Châu, tỉnh Chiết Giang và mất tại đây ngày 28 tháng 12 1925. Theo di chúc, thi hài ông được hỏa táng, và tro rải xuống sông Tiền Đường.
Ông để lại một số tác phẩm thơ, văn bằng chữ Hán, Nôm. Thơ ông chủ yếu ký thác những tâm sự của mình và lên án chính sách của người Pháp, khơi dậy lòng yêu nước, kêu gọi nhân dân đứng lên chống Pháp. Tập văn xuôi Hát Đông thư dị của ông mang đậm tính chất truyền kỳ.
Tên ông được đặt cho nhiều đường phố, trường học tại Việt Nam, nổi bật trong đó có Trường THPT Nguyễn Thượng Hiền tại quận Tân Bình, thành phố Hồ Chí Minh.

## Tác phẩm

### Thơ
- Nam chi tập (gồm 3 quyển)
- Mai Sơn ngâm tập
- Nam hương tập
- Mai Sơn ngâm thảo
- Một số bài thơ Nôm tuyên truyền cách mạng: Bài phú cải lương, Hợp quần doanh sinh thuyết...

### Văn xuôi
- Hát Đông thư dị